# Xiuhmolpilli
« Xiuhmolpilli » (nom nahuatl qui signifie « ligature des années ») est la période de 52 ans au début de laquelle commençait en même temps un nouveau cycle de chacun des deux calendriers en usage chez les Mésoaméricains du centre du Mexique : le « tonalpohualli » (d'une durée de 260 jours) et le « xiuhpohualli » (d'une durée de 365 jours). On le considère souvent comme un équivalent du siècle européen, dans la pensée nahua, et on l'appelle donc également le siècle mésoaméricain.

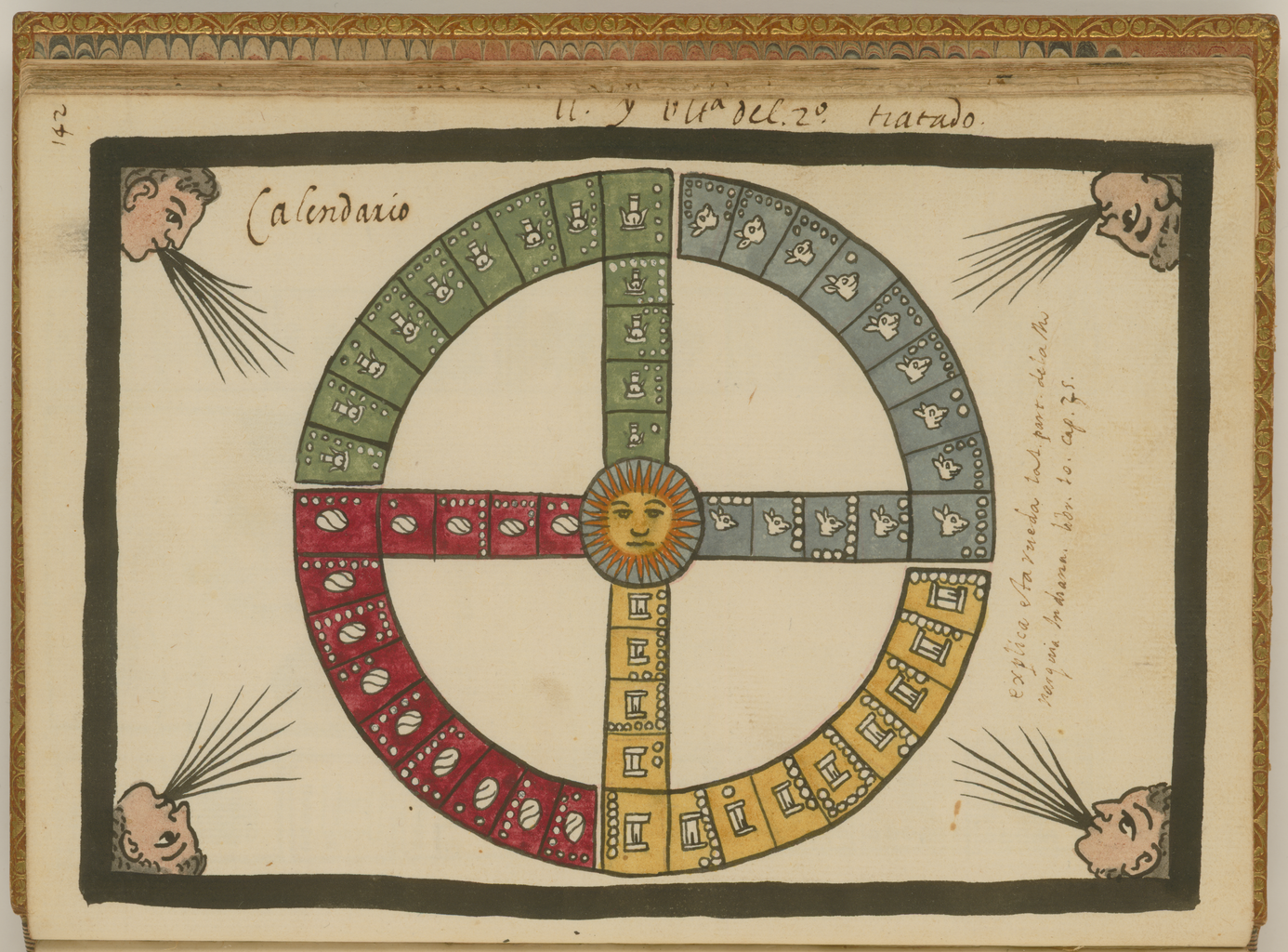
Le xiuhmolpilli était divisé en 4 parties : Acatl (Roseau), Tochtli (Lapin), Calli (Maison) et Tecpatl (Silex).
Sur cette roue calendaire, Acatl est figuré en vert, couleur de Tamoanchan (équivalent aztèque du jardin d'Éden), et représente l'est. La partie du Tochtli, en bleu, représente le sud. La partie du Calli est blanche (ici, l'artiste a utilisé le jaune) et représente l'ouest. Enfin, la partie du Tecpatl est rouge, couleur du sacrifice, et représente le nord.

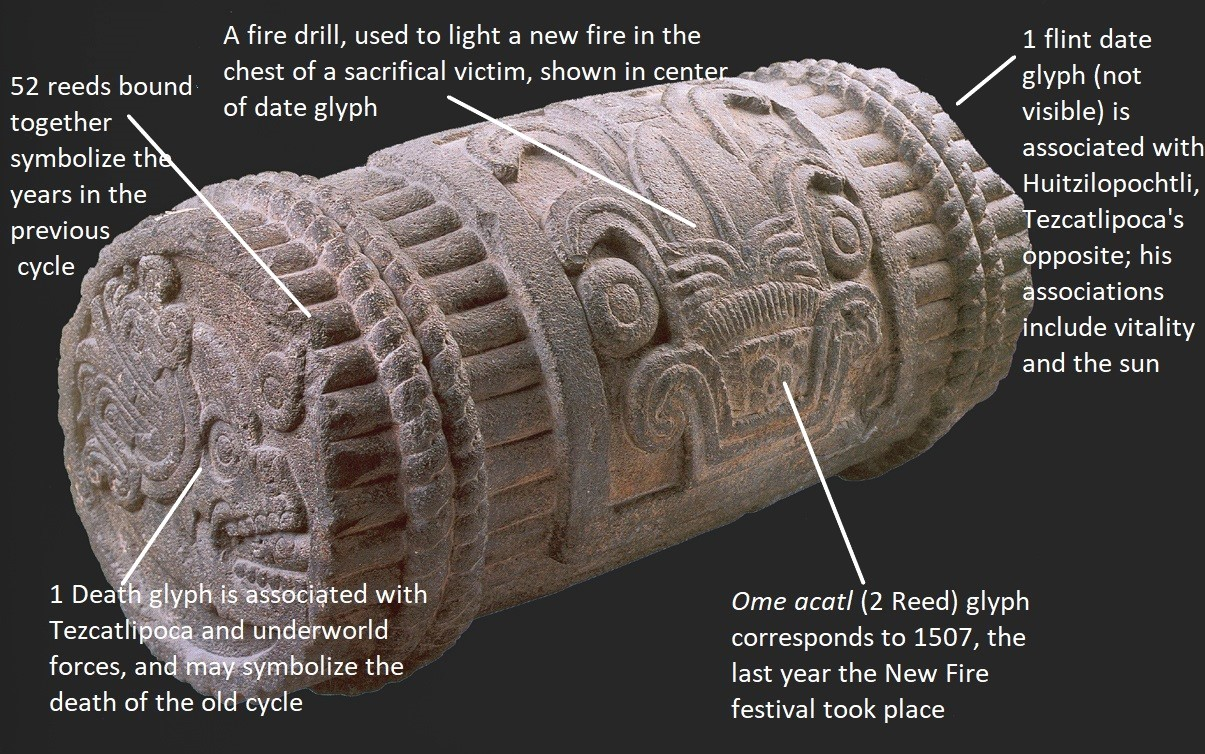
Cette sculpture représente le faisceau de 52 années sous la forme de tiges de roseaux.

Au début de chaque cycle, les Aztèques célébraient la cérémonie du feu nouveau.